# Byrdbreen
Der Byrdbreen ist ein Gletscher im ostantarktischen Königin-Maud-Land. Er ist mit einer Länge von 65 km und einer Breite von 17 km der größte Gletscher im Gebirge Sør Rondane und fließt in nordwestlicher Richtung zwischen den Bergen Bergersenfjella und Balchenfjella.
Norwegische Kartografen kartierten ihn anhand von Luftaufnahmen der Operation Highjump (1946–1947). Namensgeber ist der US-amerikanische Polarforscher Richard Evelyn Byrd (1888–1957), Leiter dieser Forschungsreise. Eine Verwechslungsgefahr besteht mit dem Byrd-Gletscher im Transantarktischen Gebirge.